# Boqueirão do Leão
Boqueirão do Leão là một đô thị thuộc bang Rio Grande do Sul, Brasil. Đô thị này có diện tích 265,527 km², dân số năm 2007 là 7825 người, mật độ 29,47 người/km².